# Anthobolus leptomeroides
Anthobolus leptomeroides är en tvåhjärtbladig växtart som beskrevs av Ferdinand von Mueller. Anthobolus leptomeroides ingår i släktet Anthobolus och familjen Opiliaceae. Inga underarter finns listade i Catalogue of Life.